# Peter Forsskål
Peter Forsskål, uváděný rovněž pod jmény Pehr Forsskål, Peter Forskaol, Petrus Forskål nebo Pehr Forsskåhl (11. ledna 1732 Helsinky – 11. července 1763 Jarim) byl švédsko-finský objevitel, orientalista a přírodopisec.

## Život
Narodil se v Helsinkách, ale rodina odešla roku 1741 do Švédska, v jeho devíti letech, když tam byl přeložen jeho otec, luteránský kněz. Roku 1751 Peter vystudoval teologii na univerzitě v Uppsale. Zde byl žákem Carla Linného, ale chodil na přednášky také k orientalistovi Carlu Aurivilliovi, jehož kontakty s göttingenským orientalistou Johannem Davidem Michaelisem jsou pravděpodobně důvodem, proč Forsskål v roce 1753 odjel na univerzitu v Göttingenu, kde pak studoval orientální jazyky a filozofii. V roce 1756 tam získal doktorát díky práci Dubia de principiis philosophiae recentioris. V roce 1756 se vrátil do Uppsaly. V listopadu 1759 vydal politický traktát nazvaný Tankar om borgerliga friheten (Myšlenky o občanské svobodě). Prosazoval v něm úplnou svobodu tisku, což bylo v té době ještě kontroverzní téma a v den zveřejnění byla brožura úřady zakázána. Forsskål musel odejít do exilu. (Svoboda tisku byla ve Švédsku, jako v první zemi světa, zanesena do ústavy sedm let po zákazu Forsskålovy brožury, roku 1766).
Na doporučení Michaelise a Linného byl Forsskål roku 1760 pověřen dánským králem Frederikem V., aby se připojil k výpravě Carstena Niebuhra do Arábie. Expedice nejprve strávila rok v Egyptě, kde Forsskål studoval dialekty arabštiny. Koncem prosince 1762 dorazila do jižní Arábie (dnešní Jemen). Forsskål zde sbíral botanický a zoologický materiál, ale onemocněl malárií a zemřel. Linné pak velmi truchlil nad smrtí svého studenta a pojmenoval po něm jednu z rostlin, které Forsskål poslal domů, Forsskaolea tenacissima, údajně proto, že rostlina byla stejně vytrvalá jako jeho žák. Niebuhr, který jako jediný z účastníků expedice přežil, přivezl do Dánska zpět Forsskålovy poznámky, které publikoval v roce 1775 pod názvem Descriptiones Animalium - Avium, amphiborum, insectorum, vermium quæ in itinere orientali observavit Petrus Forskål. Ve stejném roce také vyšel jeho popis rostlin Jemenu a dolního Egypta pod názvem Flora Ægyptiaco-arabica sive descriptiones plantarum quas per Ægyptum Inferiorem et Arabiam felicem detexit, illustravit Petrus Forskål. Většina jeho vzorků byla však ztracena cestou nebo byla zničena kvůli špatnému skladování v Kodani. Jeho herbář rekonstruoval 150 let po jeho smrti botanik Carl Christensen.